# Išizuči
Išizuči (japonsky 石鎚山, Išizuči-san) je vyhaslá sopka v Japonsku. Je ultraprominentním vrcholem a měří 1982 metrů nad mořem. Išizuči je nejvyšším vrcholem ostrova Šikoku a celého západního Japonska. Nachází se u města Kumakógen v prefektuře Ehime a je obklopena chráněnou oblastí. Název hory znamená kamenné kladivo a je odvozen od charakteristického tvaru horského štítu.
Kjúja Fukada ji zařadil na seznam Sto slavných japonských hor. Išizuči je poutním místem a byla zde zřízena svatyně kultu šugendó. V roce 1968 byla vybudována lanovka. Hora je vyhledávána horolezci a lyžaři, návštěvní sezóna se otvírá 1. července slavností, které se nesmějí účastnit ženy. Na podzim sem lidé přicházejí pozorovat barevné listí v okolních lesích.